# Oś doliny

Oś doliny wskazana jest przez jasnoniebieską, prostą linię

Oś doliny – krzywa, będąca wyznacznikiem geometrycznego środka doliny. Linia ta jest często wyznaczana przez ciek wodny, zwłaszcza w dolinach V-kształtnych górnego biegu rzeki. Aby wyznaczyć oś doliny należy odmierzyć odległości między podstawami obydwu zboczy, w płaszczyźnie poziomej. Punkty leżące dokładnie w połowach takich odcinków utworzą oś doliny.